# Prusy (Eslovàquia)
|  | No s'ha de confondre amb Prusy. |

Prusy és un poble i municipi d'Eslovàquia que es troba a la regió de Trenčín. La primera menció escrita de la vila es remunta al 1208.

## Demografia
| Godina             | 1994 | 2004   | 2014   | 2024    |
| ------------------ | ---- | ------ | ------ | ------- |
| Nombre de persones | 531  | 551    | 598    | 666     |
| Diferència         |      | +3,76% | +8,52% | +11,37% |

| Godina             | 2023 | 2024   |
| ------------------ | ---- | ------ |
| Nombre de persones | 648  | 666    |
| Diferència         |      | +2,77% |